# Cumberland (Ohio)
Le village américain de Cumberland est situé dans le comté de Guernsey, dans l’Ohio. Lors du recensement de 2010, il comptait 367 habitants.